# Azdavay
Azdavay là một huyện thuộc tỉnh Kastamonu, Thổ Nhĩ Kỳ. Huyện có diện tích 772 km² và dân số thời điểm năm 2007 là 7878 người, mật độ 10 người/km².